# Il Giornale dell'Umbria
Le Il Giornale dell'Umbria est un journal quotidien italien dont le siège est situé Via Monteneri n° 37 à Pérouse qui est diffusé sous la forme actuelle dans toute l'Ombrie depuis 2003.

## Organisation
Il Giornale dell’Umbria est un quotidien édité à Pérouse. Il a été acheté en 2003 par le Gruppo Editoriale Umbria 1819.
Il compte 40 employés dont plus de 20 journalistes qui opèrent à la redaction centrale de Pérouse. Il existe des rédactions périphériques à Terni, Foligno, Città di Castello et Gubbio.
Depuis 2004 Il Giornale dell’Umbria est inscrit à la Federazione Italiana Editori Giornali (FIEG) sous le n°10838 et ses données sont régulièrement certifiées par l'ADS.

## Ligne éditoriale
Le Il Giornale dell'Umbria  comporte une édition régionale avec des pages dédiées aux principales villes  : Pérouse, Foligno, Città di Castello, Spoleto, Gubbio et Terni. La majorité des pages traite de la vie sociale économique et politique des provinces de l'Ombrie: Pérouse et Terni.